# Phoradendron quadrangulare
Phoradendron quadrangulare là một loài thực vật có hoa trong họ Santalaceae. Loài này được (Kunth) Griseb. miêu tả khoa học đầu tiên năm 1864.